# Bor (Sudan del Sud)
Bor (in arabo بور‎?) è una città nel Sudan del Sud è la capitale dello stato del Jonglei ed è situata al largo della riva orientale del fiume Nilo. La città dista 200 km dalla città di Giuba, la capitale del Sudan del Sud.
Bor ("lande paludose") è rinomata tra gli abitanti del luogo, infatti, a Malek una cittadina 19 km a sud di Bor, nel dicembre 1905 fu stabilita la prima chiesa cristiana fondata dalla Church Missionary Society di Archibald Shaw. Malek divenne così la prima roccaforte della Chiesa Anglicana nella regione dando origine ai primi vescovi consacrati nel Dinkaland. I primi battesimi ebbero luogo nel 1916 a Bor. Il 16 maggio 1983 Kerubino Kuanyin Bol ufficiale dell'esercito Sudanese vi ci capeggiò la rivolta che condusse alla formazione dell'Esercito di Liberazione del Popolo del Sudan.
La gente di etnia Dinca occupa principalmente le province di: Gok sud, Gok nord, Athooc, Twic, Duk e Pigi. La città è un potenziale centro turistico visto la sua ubicazione proprio nel bel mezzo del Sudd. Il 28 agosto 1991 a Bor avvenne il massacro di Bor dove furono massacrati nell'arco di 2 mesi, da parte delle milizie di Riek Machar più di 85.000 persone e in seguito altre 25.000 morirono per carestia. Riek Machar adesso è vice presidente del nuovo stato autonomo del Sudan Meridionale.
Parte del suo territorio forma il Parco nazionale di Bandigilo.

## Organizzazioni Non Governative a Bor
- Adventist Development & Relief Agency
- Handicap International
- INTERSOS
- Medici senza frontiere
- Polish Humanitarian Organisation
- Project Education Sudan, su projecteducationsudan.org.